# Johannes de Jong
Johannes de Jong, nizozemski rimskokatoliški duhovnik, škof in kardinal, * 10. september 1885, Nes, Ameland, † 8. september 1955.

## Življenjepis
15. avgusta 1908 je prejel duhovniško posvečenje.
3. avgusta 1935 je bil imenovan za nadškof pomočnika Utrechta in za naslovnega nadškofa Rhusiuma; 12. septembra istega leta je prejel škofovsko posvečenje. 6. februarja 1936 je nasledil nadškofovski položaj.
18. februarja 1946 je bil povzdignjen v kardinala in imenovan za kardinal-duhovnika S. Clemente.

### MedDrugo svetovno vojno
Johannes de Jong je bil odločen protinacist. Dejal je, da ne želi biti drugi Innitzer , ki je ob priključitvi Avstrije Rajhu navdušeno pozdravil Hitlerja – za kar ga je Pij XI. poklical na odgovornost. De Jong pa je zapovedal svojim duhovnikom, da morajo odreči zakramente nizozemskim nacistom.
Med Drugo svetovno vojno je bil eden glavnih voditeljev nizozemskega odpora zoper nemško-nacistično zasedbo Holandije. 26. julija 1942 so nizozemski škofje – vključno z nadškofom De Jongom, objavili pastirsko pismo, v katerem so javno obsodili odvajanje nizozemskih delavcev in Židov v Nemčijo. Nacisti so se maščevali z zajetjem čez 40.000 katoličanov židovskega porekla, vključno z Edito Steinovo.
Vatikan si je vzel nizozemsko izkušnjo za svarilen zgled, in se je zatekel k molku med Holokavstom. Po tem nemškem maščevanju je dejala sestra Pasqualina Lehnert, gospodinja in zaupnica Pija XII., da je bil papež prepričan o tem: če je škofovo oporekanje stalo 40.000 življenj, bi papeževo oporekanje terjalo po njegovem mnenju vsaj 200.000 nedolžnih življenj. Teh pa ni bil pripravljen žrtvovati; politiki, generali in diktatorji se lahko igrajo s človeškimi življenji – papež pa se ne more.